# تپه قلعه ترکان
تپه قلعه ترکان مربوط به دوران‌های تاریخی پس از اسلام است و در شهرستان قزوین، بخش الموت، روستای ترکان واقع شده و این اثر در تاریخ ۲۵ اسفند ۱۳۸۰ با شمارهٔ ثبت ۵۵۵۳ به‌عنوان یکی از آثار ملی ایران به ثبت رسیده است.